# Pierre François Verhulst
Pierre François Verhulst (ur. 28 października 1804 w Brukseli, zm. 15 lutego 1849 tamże) – belgijski matematyk oraz doktor teorii liczb Uniwersytetu Gandawskiego.

## Życie
Pierre Verhulst urodził się w Brukseli w bogatej rodzinie. Uczęszczał do Brukselskiego Ateneum. Jego nauczycielem matematyki był Adolphe Quetelet. Był uważany za dobrego ucznia, jednak nie tylko ze względu na jego umiejętności matematyczne. Przejawiał też zdolności językowe. W roku 1822 zaczął uczęszczać na Uniwersytet Gandawski, skąd po trzech latach studiów i uzyskaniu w 1825 stopnia doktora, powrócił do Brukseli.
Tam, pracował nad teorią liczb oraz, będąc pod wpływem Adolpha Queteleta, zainteresował się statystyką społeczną. Właśnie to zainteresowanie nie pozwoliło mu zrealizować zamierzenia – wydania wszystkich prac Leonharda Eulera. W roku 1829 opublikował tłumaczenie Theory of Light Johna Herschela. Krótko potem zachorował i zdecydował się na podróż do Italii w nadziei, że pozwoli mu to odzyskać nadwątlone zdrowie.
W roku 1830, Verhulst pojawił się w Rzymie. Jego przyjazd miał się odbić głośnym echem z powodów jego planów, o których pisze Quetelet:

Podczas podróży do Rzymu wpadł na pomysł przeprowadzenia reformy w Państwie Kościelnym i przekonania Ojca Świętego aby nadał swemu ludowi konstytucję.

Ponieważ jego plany nie spotkały się z aprobatą i rozkazano mu opuścić miasto, uczony powrócił do Belgii.
28 września 1835 Verhulst zatrudniony został jako profesor matematyki na Université Libre de Bruxelles. Uczył tam astronomii, rachunku różniczkowego i całkowego, teorii prawdopodobieństwa, geometrii oraz trygonometrii. W 1840 przeniósł się do szkoły wojskowej, École Royale Militaire.
W roku 1841 został przyjęty do Belgijskiej Akademii Nauk zaś w 1848 został wybrany na jej prezydenta, jednak pogarszające się zdrowie doprowadziło do jego śmierci w roku 1849.

## Dokonania
W 1838 roku opublikował równanie logistyczne o następującej postaci:
{\displaystyle {\frac {dN}{dt}}=rN\left(1-{\frac {N}{K}}\right),}
gdzie {\displaystyle N(t)} przedstawia liczbę osobników w czasie, {\displaystyle r} współczynnik tempa wzrostu a {\displaystyle K} oznacza maksymalną liczbę osobników, które może utrzymać środowisko. Równanie to zostało ponownie odkryte w roku 1920 przez Raymonda Pearla i Lowella Reeda, którzy docenili jego szerokie i ogólne znaczenie w opisie wzrostu populacji.